# 奥托·斯特芬
奥托·斯特芬（英語：Otto Steffen，1874年8月10日—1957年11月7日），美国男子竞技体操运动员。他曾获得1904年夏季奥运会体操比赛男子团体全能银牌。他在该届奥运会也参加了田径比赛。